# Alternity
Alternity est un jeu de rôle publié par TSR en 1998. Le premier monde de campagne, Star*Drive, est sorti la même année.
À la suite de l'achat de la société par Wizards of the Coast, le jeu fut arrêté en 2000, mais garda une base de fans dévoués.
Une partie des règles d'Alternity, ainsi que des éléments de Star Frontiers de TSR ont été fusionnés dans le jeu d20 Modern, particulièrement dans l'environnement d20 Future.

## Système de jeu
Le jeu utilise tous les dés, sauf le d10, pour se différencier d'autres systèmes, comme celui de White Wolf.
Les personnages sont créés avec un système de distribution de points, présentant certains avantages selon l'espèce, et la possibilité de mutations.
Les classes typiques de jeu ont été ici remplacées par des professions qui donnent droit à certaines compétences et des possibilités d'acheter des points à moindre coût.
Les compétences sont divisées en Compétences générales (broad skills) et Compétences spécialisées (special skills), uniquement disponibles au joueur si ce dernier possède la compétence générale. Les Compétences spécialisées sont notées en rang (commençant à 1), qui affecte le jet de dé.
Les compétences sont notées en score total, demi-score, et quart de score, ce qui représente les lancers à obtenir pour permettre un succès Ordinaire, Bon, ou Fantastique, respectivement.
À la différence de nombreux systèmes, les actions sont déterminées par un dé de contrôle (toujours un d20) et un dé de situation (nul, ou d4 jusque d20). Quand le MJ demande un jet, le joueur lance ces deux dés. Le dé de situation est alors un bonus ou un malus au dé de contrôle, qui résulte ensuite en un succès ou un échec. Il est préférable de faire de petits jets.
En fonction de l'action et de l'environnement, l'échelle du dé de situation varie : -d20, -d12, -d8, -d6, -d4, +d0, +d4, +d6, +d8, +d12, +d20, +2d20, +3d20. Un dé de situation de base pour un joueur est +d4 pour une Compétence générale, et +d0 pour un jet de spécialité.
Dans un round d'action, le temps est divisé en 4 phases. Chacune réfère à un degré de succès sur un jet d'action : Fantastique, Bon, Ordinaire et Marginal. Un héros peut tenter une action par phase. L'initiative est déterminée par un d20 pour chaque participant.
Seuls les jets d'armure et les dégâts ne sont pas faits avec un d20.
La 'durabilité' (les points de vie) est catégorisée en stun, wound et mortal. Un stun peut immobiliser un personnage mais n'est pas dangereux. Un wound blesse le personnage et inflige 1 point de stun pour 2 points de wound reçus. Un mortal peut tuer un personnage et inflige 1 wound pour 2 points de mortal reçus.
La durabilité se récupère avec du repos léger (stun), des premiers soins (wound) ou une opération chirurgicale (mortal).
Désigné pour être un système générique autour d'un monde de campagne, les ventes du jeu furent mauvaises. Avec l'essor du système d20, le jeu fut stoppé en 2000.

## Monde de campagne
- Star*Drive
- Dark*Matter
- Gamma World
- StarCraft Adventures